# Йобст фон Минигероде
Йобст фон Минигероде (на немски: Jobst von Minnigerode; * 14 март 1518 в Бернбург, Саксония-Анхалт; † 8 май 1570 в Бокелнхаген в окръг Айхсфелд в провинция Тюрингия) е благородник от стария род Минигероде от Долна Саксония.
Той е син на Ханс фон Минигероде (1468 – 1529) и съпругата му Доротея фон Рюлике (* ок. 1485/1490), дъщеря на Дитрих фон Рюлике († пр. 1501) и на фон Лаубихен. Внук е на Ханс фон Минигероде и Маргарета фон Вестернхаген. Потомък е на рицар Ханс фон Минигероде, който е съветник на херцога на Брауншвайг и е споменат от 1353 до 1436 г.

## Фамилия
Йобст фон Минигероде се жени 1544 г. за Бригита фон Рюкслебен († 1600/1602), дъщеря на Юрген фон Рюкслебен и на фон Вертерн. Те имат децата:
- Ханс Хайденрайх фон Минигероде (1558 – 1626, Бокелнхаген), женен за Магдалена фон Аделебсен, дъщеря на Крайн фон Аделебсен (1537 – 1595) и Магдалена фон Валмоден; имат дъщеря
- Ханс фон Минигероде (1545 – 1612), женен 1584 г. за Маргарета фон Виндолдт, дъщеря на Ернст фон Виндолдт и Ода фон Цестерфлет; имат син и дъщеря
- Доротея фон Минигероде, омъжена за Цезар фон Брайтенбах († сл. 1580), син на Георг фон Брайтенбах и Анна Барбара фон Беренщайн; имат три дъщери